# Dom DeLuise
Dominick "Dom" DeLuise (1. august 1933 – 4. maj 2009) var en amerikansk skuespiller, filminstruktør og forfatter. Han var formodentlig mest kendt fra sin medvirken i en række af Mel Brooks' film fra 1970'erne og 1980'erne, bl.a. Sheriffen skyder på det hele og Silent Movie.
Dom DeLuise stammede fra New York og var af italiensk-amerikansk afstamning. Nogle af sine første roller fik han i tv-serier i begyndelsen af 1960'erne, herunder i Dean Martin-shows som mislykket tryllekunstner. Han fik også en række roller, først og fremmest af komisk natur, i spillefilm, og udover samarbejdet med Mel Brooks indspillede han en række film sammen med Burt Reynolds, blandt andet Ud og køre med de skøre-filmene og Byens bedste horehus. Han kunne endvidere opleves på scenen, heriblandt i operetten Flagermusen på The Metropolitan Opera i New York.
Han var endvidere en ivrig amatørkok og forfatter af flere kogebøger samt børnebøger. Han var gift med skuespilleren Carol Arthur, med hvem han fik tre sønner, der alle er fulgt i forældrenes fodspor som skuespillere. En af dem er David DeLuise fra Disney Channel serien Magi på Waverly Place, hvor han spiller faren Jerry.